# Kimsquit
Kimsquit est un ancien village du Nuxalk à l'embouchure de la rivière Dean sur le côté nord-est du canal Dean dans la région de la côte centrale de la Colombie-Britannique, au Canada. La réserve indian  no 1 de Kemsquit   est dans les environs de 52°49′00″N 126°58′00″W / 52.81667°N 126.96667°W
, qui est sur la baie de Kimsquit ; La montagne Kimsquit est à proximité.
Le village a été bombardé par la Royal Navy en 1877.